# Liste der Kreisstraßen in Bamberg
Die Liste der Kreisstraßen in Bamberg ist eine Auflistung der Kreisstraßen in der bayerischen Stadt Bamberg mit deren Verlauf.

## Abkürzungen
- BA: Kreisstraße im Landkreis Bamberg
- BAs: Kreisstraße in der kreisfreien Stadt Bamberg
- St: Staatsstraße in Bayern

## Liste
Nicht vorhandene bzw. nicht nachgewiesene Kreisstraßen werden in Kursivdruck gekennzeichnet, ebenso Straßen und Straßenabschnitte, die unabhängig vom Grund (Herabstufung zu einer Gemeindestraße oder Höherstufung) keine Kreisstraßen mehr sind.
Der Straßenverlauf wird in der Regel von Nord nach Süd und von West nach Ost angegeben.
| Nr. BAs | Verlauf |
| ------- | --- |
| BAs 29  | Buger Hauptstraße – Karl-May-Straße – Stadtgrenze – (BA 29 im Landkreis Bamberg) |
| BAs 36  | (BA 36 im Landkreis Bamberg) – Stadtgrenze – Gaustadter Hauptstraße – Schweinfurter Straße – Untere Sandstraße – Markusstraße – Markusbrücke – Markusstraße – Innere Löwenstraße – Löwenbrücke – Äußere Löwenstraße – Siechenstraße – St 2190 |